# Graues Murmeltier
Das Graue Murmeltier (Marmota baibacina) ist eine Art aus der Familie der Hörnchen. Es kommt im Altai- und Tianshan-Gebirge in Südwest-Sibiriens (Russland), in Südost-Kasachstan, Kirgisistan, der Mongolei und im Autonomen Gebiet Xinjiang auch in der Volksrepublik China vor. Im östlichen Kaukasus (Dagestan) wurde es eingeführt.  Im Mongolischen Altaigebirge grenzt sein Verbreitungsgebiet an das des Sibirischen Murmeltieres und beide Arten kommen teilweise sympatrisch vor. Die Art wurde von der IUCN im Jahr 2016 als nicht gefährdet eingestuft.
Man unterscheidet drei Unterarten:
- M. b. baibacina
- M. b. centralis
- M. b. kastschenkoi

## Merkmale
Graue Murmeltiere gehören zu den größten paläarktischen Arten und wiegen 4 bis 6,5 kg, wobei einige Exemplare vor dem Winterschlaf bis zu 8 kg erreichen. Die Körpergröße variiert je nach Jahreszeit (vor/nach dem Winterschlaf) sowie je nach Breitengrad und Höhenlage. Die Körpergröße nimmt im Allgemeinen mit höheren Breitengraden und Höhenlagen zu. Graue Murmeltiere können während des langen Winterschlafs bis zu 30 % ihres Gewichtes verlieren. Sie sind kurz und stämmig mit kräftigen Gliedmaßen und kurzen Schwänzen. Die Gesamtlänge des Körpers beträgt etwa 60 bis 80 cm, einschließlich des 13 bis 15 cm langen Schwanzes. Die Vorderfüße haben 4 Zehen und starke Krallen zum Graben, während die Hinterfüße 5 Zehen haben. Auf dem Rücken ist das Fell beige bis hellbraun mit braunen bis schwarzen Haaren oder Haarspitzen, die dem Fell ein graues Aussehen verleihen. Die Bauchseite ist eher orange-rötlich braun. Die Länge des Schwanzes ist ähnlich wie die des Körpers und hat  eine dunkelbraune bis schwarze Spitze. Die Ohren sind klein und rund und hell gefärbt. Die Kopfzeichnung ist an den Wangen dunkelbraun und um den Mund herum heller gelblichbraun. Bei dieser Art kommt Albinismus vor. Es ist nicht bekannt, dass graue Murmeltiere einen Sexualdimorphismus (Unterschiede zwischen Männchen und Weibchen) aufweisen, aber bei den meisten Murmeltierarten sind die erwachsenen Männchen größer als die erwachsenen Weibchen. Graue Murmeltiere haben Wangendrüsen und Analdrüsen.